# 4443 Paulet
4443 Paulet è un asteroide della fascia principale. Scoperto nel 1985, presenta un'orbita caratterizzata da un semiasse maggiore pari a 2,2353245 UA e da un'eccentricità di 0,1176211, inclinata di 3,61659° rispetto all'eclittica.